# Elettroretinografia

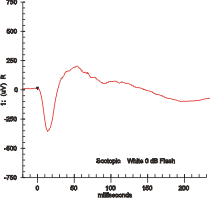
Un elettroretinogramma

L'elettroretinografia (ERG) è una tecnica diagnostica impegnata in oculistica per misurare graficamente i potenziali di azione dei fotorecettori retinici quando vengono stimolati da un impulso luminoso.
Il tracciato su carta prodotto da questo esame è detto elettroretinogramma, consiste nella registrazione dei potenziali elettrici che si generano nella retina come risposta ad una stimolazione luminosa.
L'esame viene svolto secondo questa procedura:
1) Vengono instillate delle gocce di anestetico e poi posti 5 elettrodi: uno sulla fronte, due a livello dei canti esterni e due nel fornice congiuntivale.
2) Prima dell'esame è necessario l'adattamento al buio rimanendo in una zona scura per più o meno 15 minuti.
3) Infine si viene posizionati dinanzi ad una cupola che emettera dei flash luminosi, il risultato è un tracciato che evidenzia la funzionalità retinica.
Esistono diversi tipi di elettroretinografia c'è quello di flash (ovvero quello appena spiegato) e quella di pattern (invece della luce ci sono una serie di quadrati bianchi e neri da osservare).